# Niko Pirosmani
Niko Pirosmanashvili (georgiano: ნიკო ფიროსმანაშვილი) mais conhecido como Niko Pirosmani (Mirzaani, 5 de maio de 1862 - 1918) foi um pintor primitivista georgiano.

## Galeria

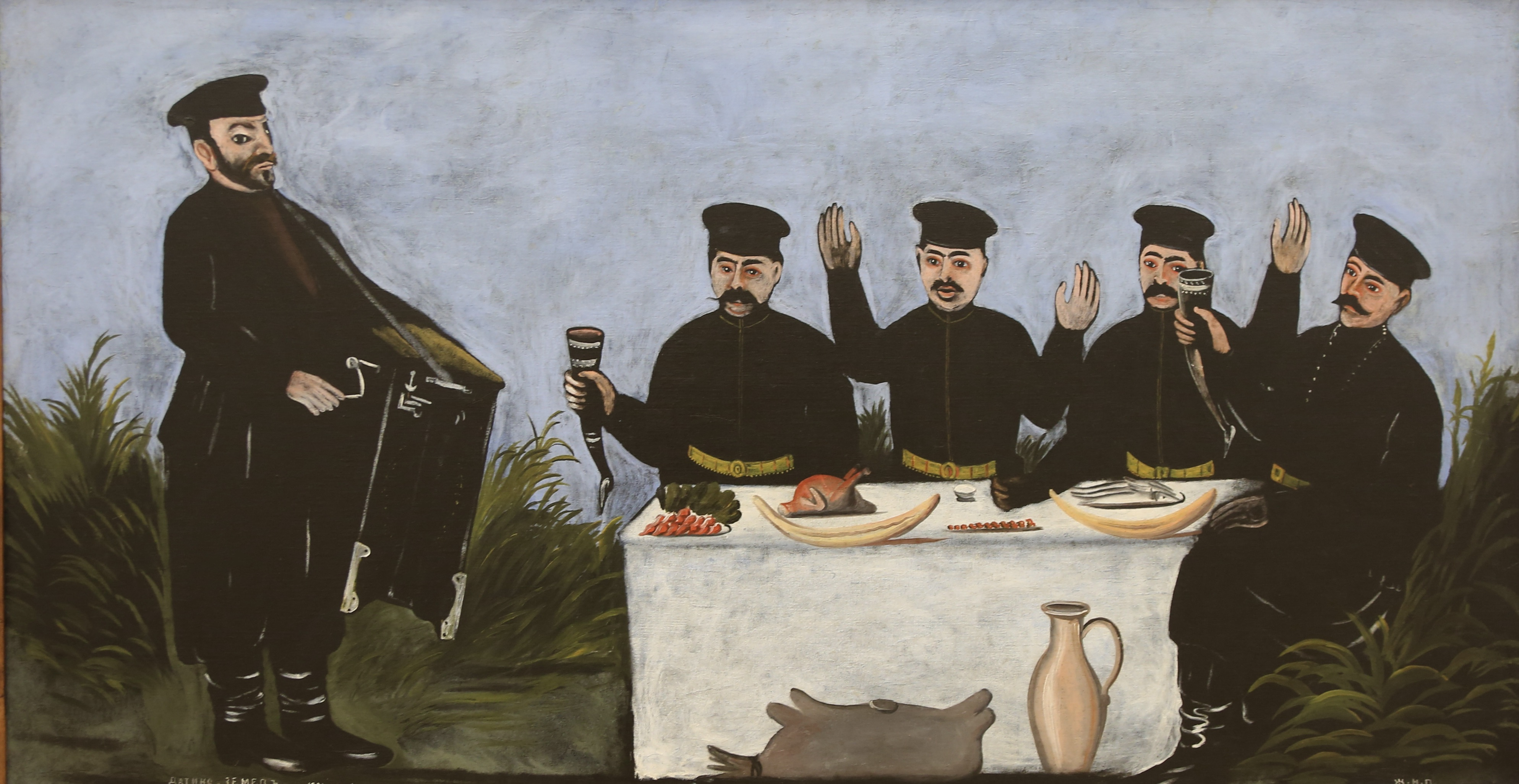
Festa com organista (1906)
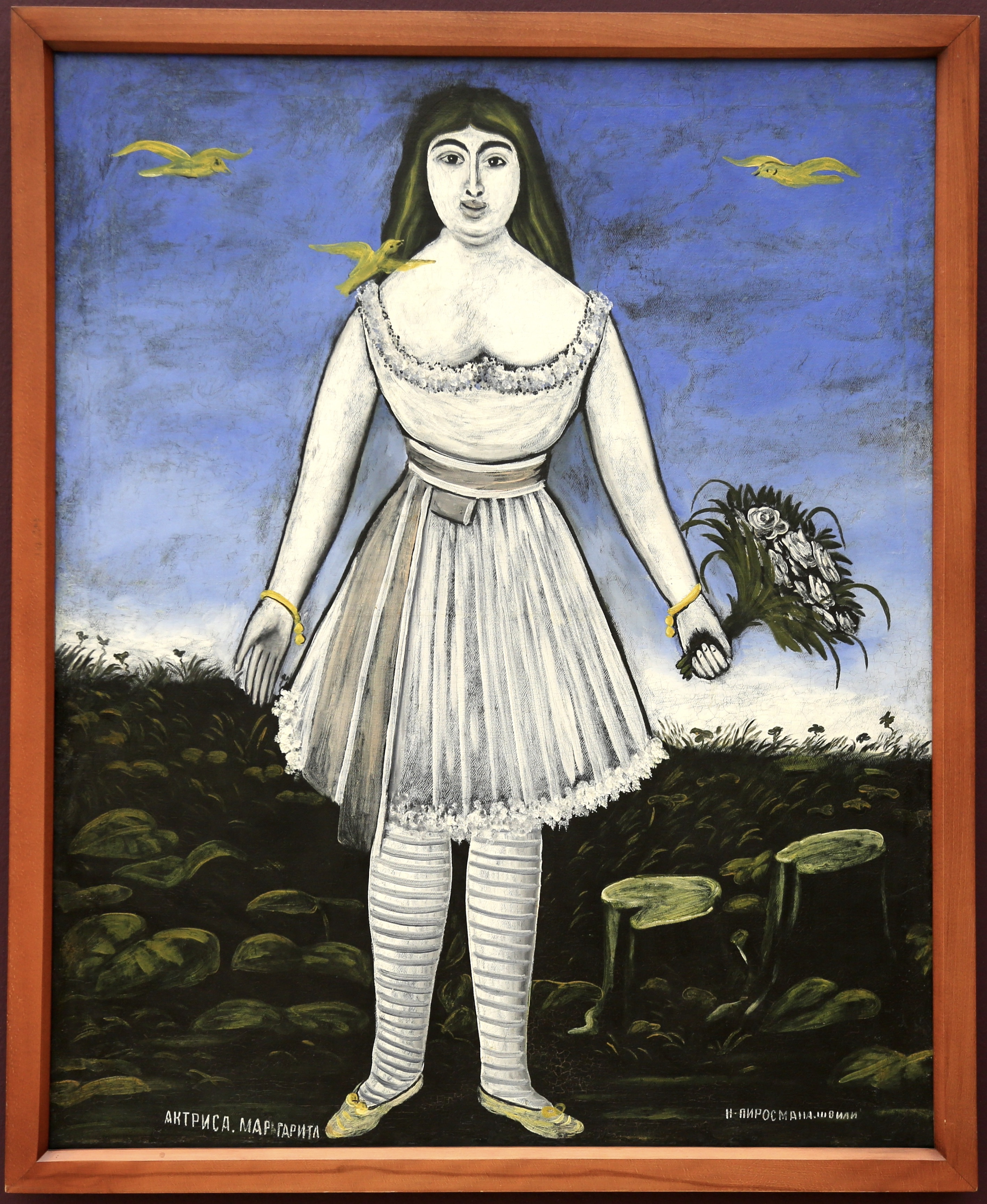
Margarita (1909)
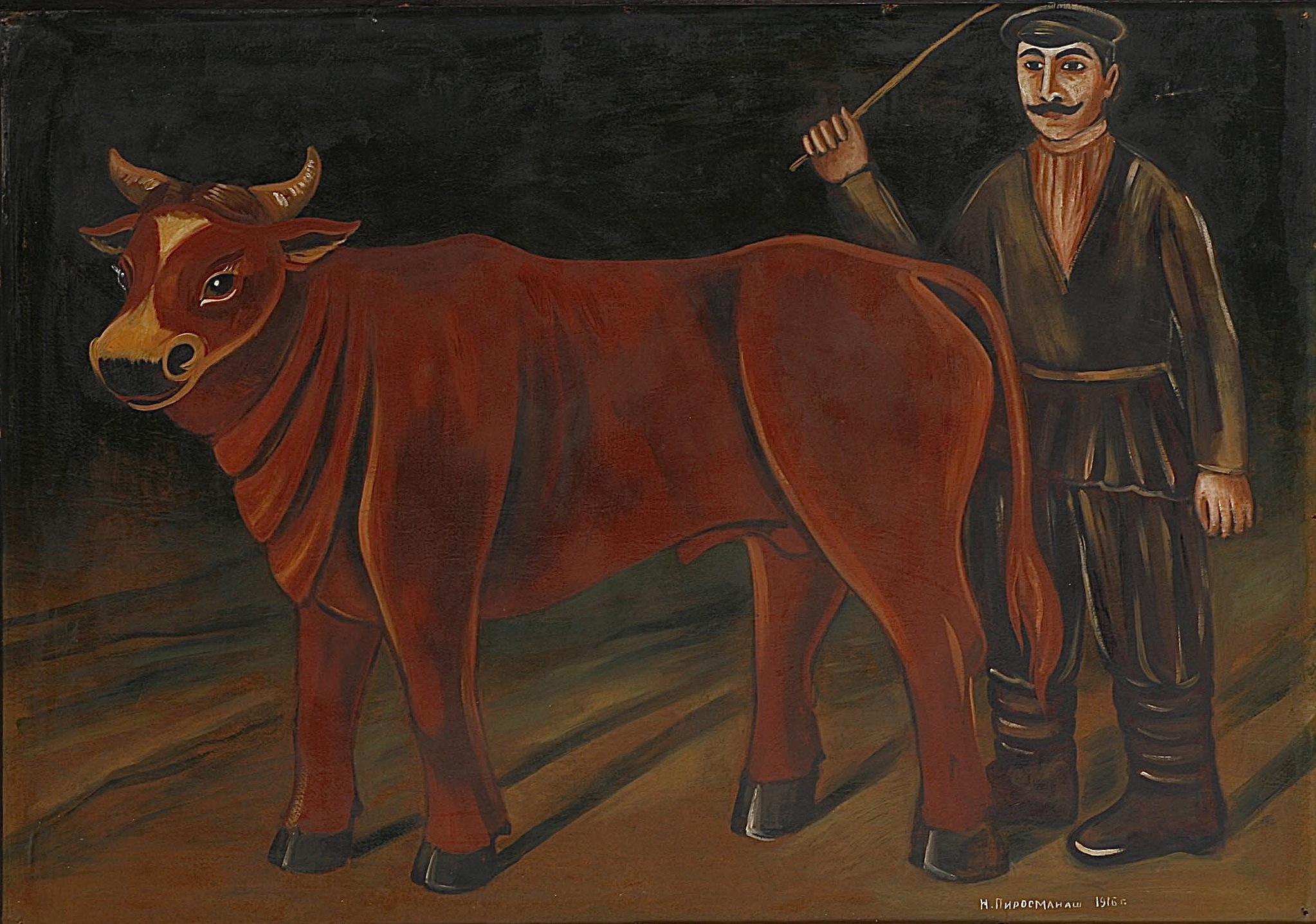
Niko Pirosmani, Agricultor com touro (1916), Centro M.T. Abraham
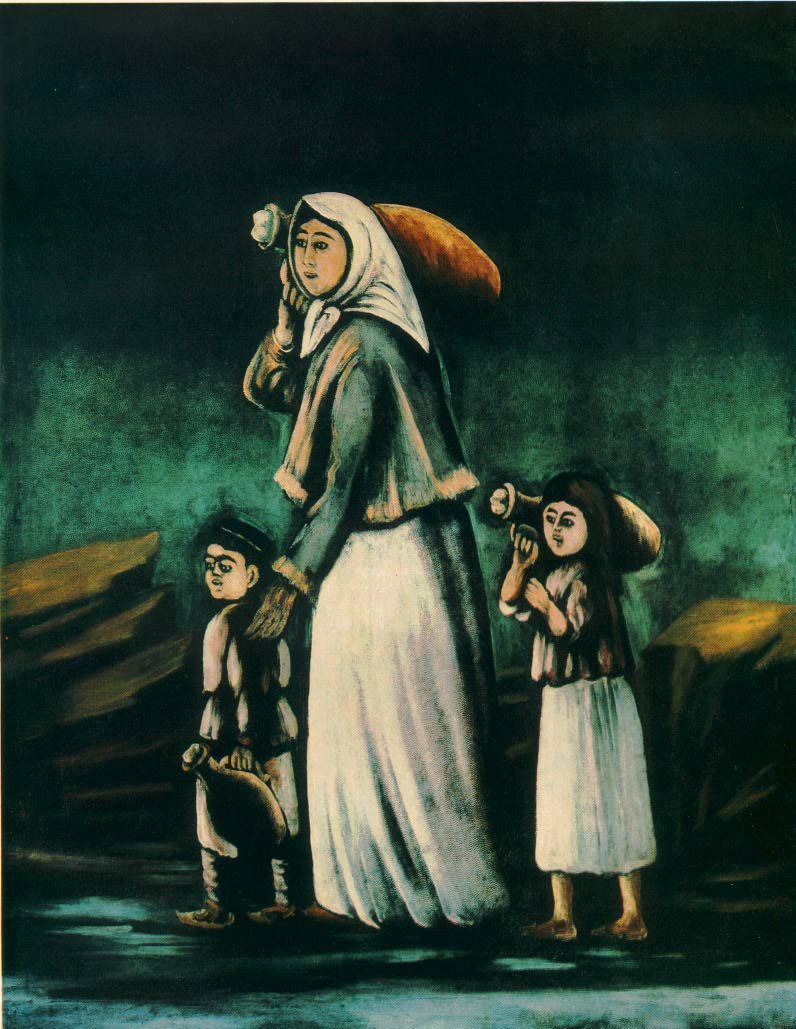
Mulher e filhos no rio
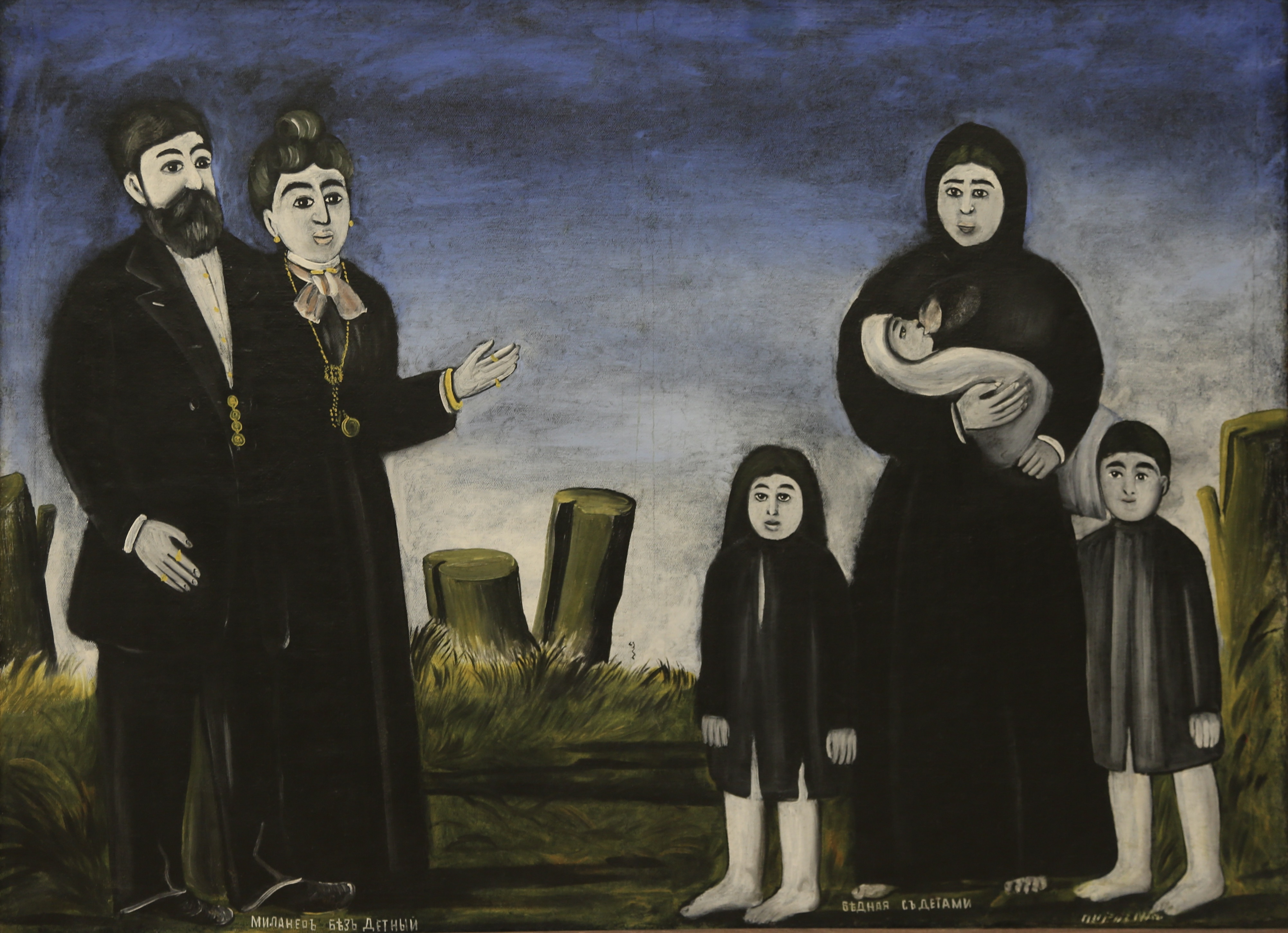
Milionário sem filhos e mulher pobre abençoada com filhos
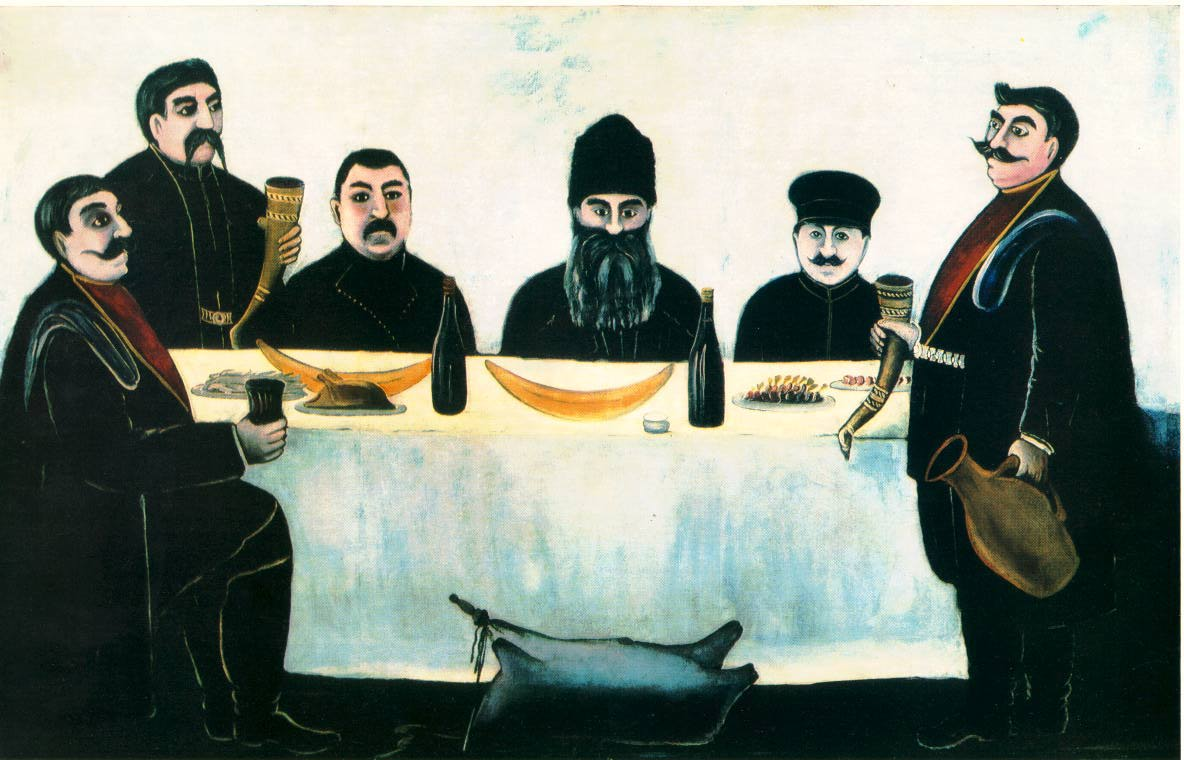
Festa Museu Estatal de Arte Oriental, Moscovo
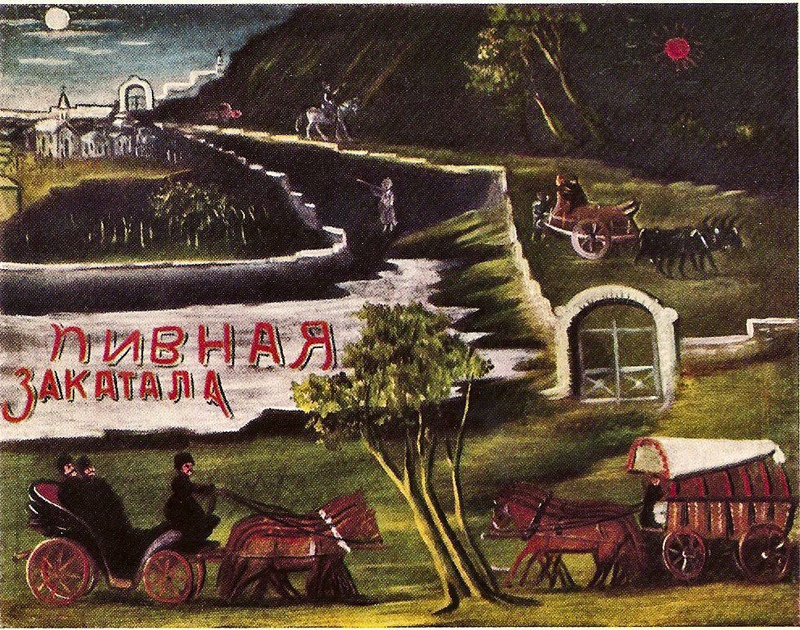
Anúncio de bar em Zakatala Museu de Belas Artes Shalva Amiranashvili
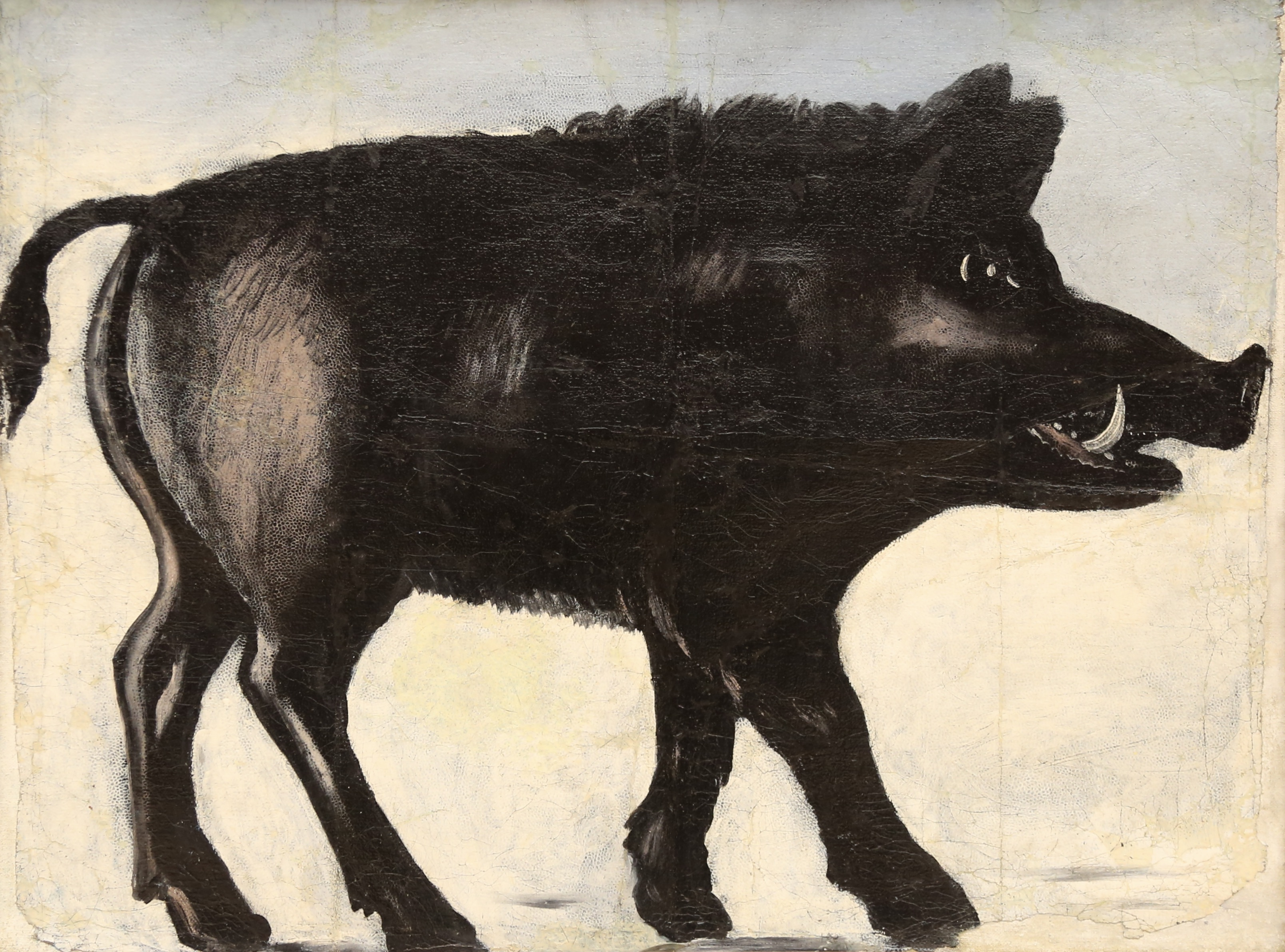
Javali
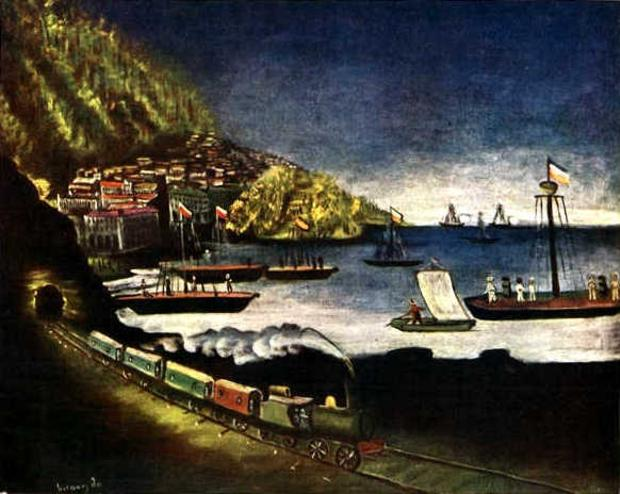
Porto de Batumi
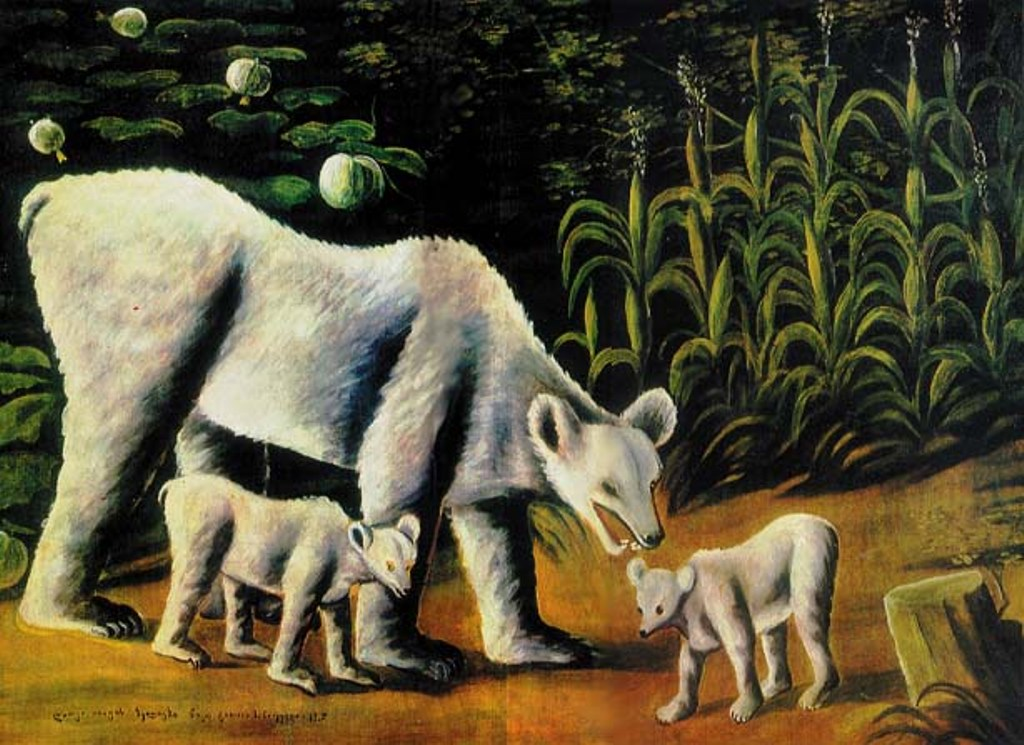
Família de ursos